# Eugen Seiterle
Eugen Seiterle (7 de dezembro de 1913 - data desconhecida) foi um handebolista de campo suíço, medalhista olímpico.
Fez parte do elenco do bronze olímpico de handebol de campo nas Olimpíadas de Berlim de 1936.